# Anna Mouradova
 (décembre 2017).
Anna Romanovna Mouradova (en russe : Анна Романовна Мурадова), née le 12 décembre 1972 à Moscou, est une écrivaine et traductrice russe de langue bretonne. Après avoir appris le breton par elle-même, elle traduit des auteurs russes (Tchekhov, Gabriadze, Astafiev, Tendriakov) avant d'écrire elle-même directement en breton des nouvelles dont l'histoire se situe dans la Russie d'aujourd'hui.

## Biographie

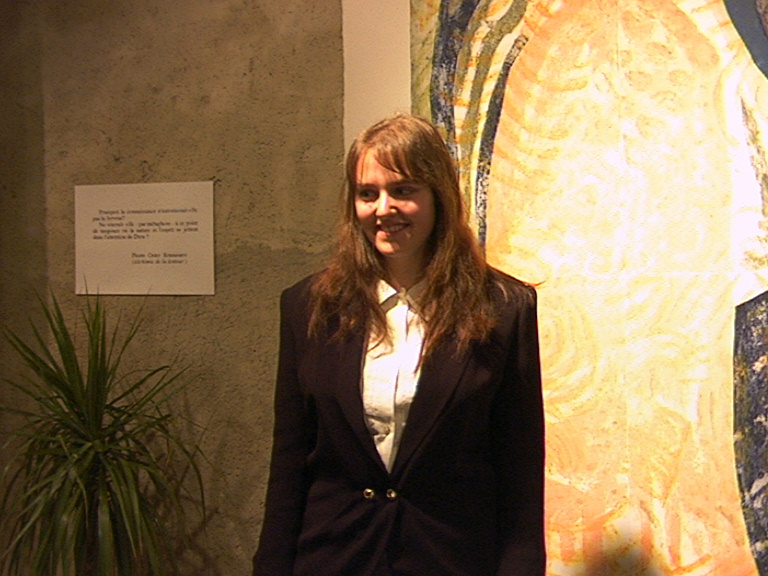
Anna Mouradova recevant le prix Imram pour son œuvre en breton à Saint-Malo le 5 octobre 1998.

Elle est née le 12 décembre 1972 à Moscou. Elle étudie à l'université linguistique d'État de Moscou de 1990 à 1992, puis à l'université Rennes 2 Haute Bretagne de 1992 à 1994, avant de finir ses études de 1994 à 1997 à Moscou.
Elle a enseigné le breton à l'université de Moscou.
Anna Mouradova s'est installée en 2017 à Tbilissi, en Géorgie d'où est originaire sa famille assyrienne.
En 2020, elle est la récipiendaire de l'ordre de l'Hermine qui récompense chaque année des personnes pour la contribution qu'elles ont apportée au rayonnement de la Bretagne. Le Collier de l'Hermine lui est officiellement remis en juin 2021 à Tbilissi par l'éditrice Riwanon Kervella, vice-chancelière de l'ordre de l'Hermine, en présence de l'ambassadeur de France en Géorgie, Diégo Colas, et de Yann Choucq, chancelier de la confrérie.

## Procédure judiciaire en Géorgie
Au début de l'année 2023, l’État géorgien refuse de renouveler le permis de séjour d'Anna Mouradova au motif qu'elle représenterait « un danger pour la Géorgie ». Anna Mouradova est ainsi menacée d'être victime d'une expulsion forcée vers la Russie où elle risquerait d'être inquiétée par la justice russe à cause de ses déclarations publiques contre la guerre en Ukraine. Anna Mouradova reçoit alors le soutien public de nombreuses personnalités des sphères culturelle et politique de Bretagne.
Grâce à l'intervention du député Paul Molac, Anna Mouradova obtient en juillet 2023 un visa de séjour en France de six mois, ce qui lui permet d'éviter son expulsion vers la Russie. Le 28 juillet 2023, Anna Mouradava est accueillie à l'aéroport de Brest-Bretagne par plusieurs personnalités bretonnes dont les vice-président(e)s du conseil régional de Bretagne Lena Louarn et Christian Troadec, l'éditrice Riwanon Kervella et la présidente du conseil culturel de Bretagne Rozenn Milin. Un reportage consacré à Anna Mouradova est diffusé dans le journal télévisé 19/20 de France 3 Bretagne le 29 juillet.

## Cinéma
En mai 2023, elle est l'un des trois personnages principaux du film documentaire Trois femmes venues de l'Est réalisé par Bruno Deniel-Laurent et diffusé sur France 3 Bretagne.

## Publications

### Traduction
- Koutaisi, de Revaz Gabriadze, Éditions Hor Yezh, 1994
- Ludotchka, de Victor Astafiev, Éditions Hor Yezh, 1998  (ISBN 2-86863-105-3)
- Parania, de Vladimir Tendriakov, Éditions Hor Yezh, 1998  (ISBN 2-86863-107-X)
- Ar fri, de Nicolas Gogol, Éditions An Alarc'h, 2023

### Auteur
- Un dornad kraoñ-kelvez, Éditions Hor Yezh, 1998  (ISBN 2-86863-109-6)
- Kudennoù an treiñ diwar ar Rusianeg, Éditions Hor Yezh, 1999  (ISBN 2-86863-116-9)

## Décoration
- Collier de l'ordre de l'Hermine (2020)

## Distinction
- Prix Imram pour l'ensemble de son œuvre en langue bretonne (1998)